# Xã Reed, Quận Seneca, Ohio
Xã Reed (tiếng Anh: Reed Township) là một xã thuộc quận Seneca, tiểu bang Ohio, Hoa Kỳ. Năm 2010, dân số của xã này là 848 người.